# 트렌트 배러타
트렌트 바레타(Trent Barreta, 본명: 그레고리 마라슈우로, 본명 영어: Gregory Marasciulo, 1987년 3월 30일 ~ )는 미국의 남자 프로레슬링선수이다. 2004년에 프로레슬링을 입문을 했으며 주로 피니쉬는 듀드버스터 디디티/바레타 디디티/플라스마 디디티(스프링보드 토네이도 디디티), 가브스타퍼(런닝 하이 니), 크런치(크래들 백 투 벨리 파일드라이버)다. 키는 184cm(6 ft 0 in)에다가 몸무게는 98kg(215 lb)이다. 주로 2004년 프로레슬링 입문을 했다고 한다.

## Professional wrestling highlights
- Finishing moves
  - Crunchie (Cradle belly-to-back piledriver) - 2013
  - Dudebuster DDT (FCW)/ Barretta DDT (WWE) / Plazma DDT (NYWC)(Springboard tornado DDT)
  - Gobstopper (Running high knee)
- Signature moves
  - Cannonball
  - Diving corkscrew back elbow smash
  - Diving corkscrew leg lariat
  - Diving corkscrew senton
  - Enzuigiri
  - Front dropkick sometimes while springboarding
  - Jumping forearm smash
  - Jumping high knee to an opponent cornered
  - Knife-edge chop
  - Running double foot stomp from the corner
  - Running leg drop Lan opponent cornered
  - Slingshot elbow drop
  - somersault plancha
  - Snap DDT on the edge of the ring
  - Springboard back elbow smash to a cornered opponent
  - Springboard moonsault
  - Sunsetflip powerbomb
  - Super suplex
- Entrance themes
  - "Alien Works" by Ross Hardy (FCW; 2008-2009)
  - "Salsa" by ? (FCW; 2009)
  - "Semisweet Symphony" by Stewart Winter & Joseph Saba (FCW/WWE; 2009)
  - "Mashed Metal" by Tony Clarke (WWE 2009-2010)
  - "White Noise" by Jim Johnston (WWE; 2010-2013)
  - "RPG Vice Theme" by [Q]Brick	(NJPW/ROH; 2015-2017)
  - "Best Friends" by Mikey Rukus (AEW; 2019-2021)
  - "Where Is My Mind?" by Pixies (AEW; 2021-present)

## 수상
- BTE 월드 챔피언 (1회)
- 다이너마이트 어워즈 (1회)
  - 하아더스트 모우먼트 투 클린 업 애프터 (2021) - (베스트 프렌즈 vs 산타나 언드 오티즈) 다이너마이트 2021년 9월 16일
- 오픈 더 유나이티드 게이트 챔피언 (1회) - 앤서니 니즈 언드 케일럽 콘리
- 식스맨 태그팀 토너먼트 (2014) - 앤서니 니즈 언드 케일럽 콘리
- 이리오 디 파울로 메모리 컵 (2013)
- FCW 월드 태그팀웨이트 챔피언 (3회) - 케일런 크로프트 (2회), 커트 호킨스 (1회)
- FIP 월드 헤비웨이트 챔피언 (1회)
- IWGP 월드 주니어 헤비웨이트 태그팀 챔피언 (4회) - 로키 로메로
- 네버 오픈웨이트 식스-맨 태그팀 챔피언 (1회) - 이시이 토모히로 언드 야노 토루
- 슈퍼 주니어 태그 토너먼트 (2016]] - 로키 로메로
- NYWC 월드 헤비웨이트 챔피언 (1회)
- NYWC 월드 하이-파이웨이트 챔피언 (1회)
- NYWC 월드 태그팀웨이트 챔피언 (1회) - 매버릭
- NYWC 헬 오브 페임 (2017)
- 다이너마이트 두엄버럿 태그팀웨이트 타이틀 토너먼트 (2014) - 척 테일러
- 랭크드 넘버 91 오브 더 탑 500 싱글즈 레슬링 인 더 PWI 500 인 2017
- xWx 월드 태그팀웨이트 챔피언 (1회) - 맷 스트라이커
- 빅 탑 월드 태그팀웨이트 챔피언 (1회) - 로키 로메로